# 顺安区域
順安區域（朝鲜语：／ Sunan guyŏk */?）是朝鮮民主主義人民共和國首都平壤市的一個區域，位於直轄市西北，西、北界平安南道。普通江縱貫全區域。
2008年人口91,791人。下分5洞、9里。

## 歷史
朝鮮王朝設順安縣。1895年設郡，1914年併入平原郡。1952年復設，1972年併入平壤市，設順安區域。

## 交通
平壤順安國際機場是朝鲜對外的主要门戶。平義線鐵路及平壤香山觀光公路經過此區域。